# Tapting
Tapting (en népalais : टाप्टिङ) est un comité de développement villageois du Népal situé dans le district de Solukhumbu. Au recensement de 2011, il comptait 2 026 habitants.